# Famille de Chabot
Pour les articles homonymes, voir Chabot.
La famille de Chabot olim Chabot est une famille subsistante de la noblesse française d'extraction chevaleresque sur preuves de 1269. Elle est originaire du Bas-Poitou.
La famille de Chabot forma de nombreuses branches, dont celles des barons de Retz, des barons de Saint-Gelais, et la branche ainée des barons et comtes de Jarnac. Cette dernière donna naissance en 1645 à la branche de Rohan-Chabot, ducs de Rohan (en 1648), par le mariage d'Henri Chabot avec Marguerite de Rohan, fille et héritière d'Henri de Rohan, premier duc de Rohan.

## Origines
La famille de Chabot a pour origine le Bas-Poitou. Le nom ou sobriquet Chabot, ou Cabot, qui signifie grosse tête, a été porté dès le XIe siècle dans l'ouest de la France par des familles de conditions très variées. On ne peut donc attribuer qu'avec réserve à la famille de Chabot les gentilshommes assez nombreux du nom de Chabot dont on trouve la trace dans des chartes du XIe siècle au XIVe siècle.
On admet pour premier auteur connu de la famille Chabot un Guillaume Chabot, seigneur de la Chabotière, qui cosigna une donation faite en 1040 à l'abbaye de Vendôme par Geoffroy, comte d'Anjou.
Les différents auteurs qui se sont penchés sur cette famille sont en désaccord sur les premiers degrés de la filiation, qui n'est nettement établie qu'à partir d'un Sébran, ou Sébrandin, Chabot, seigneur de la Grève, du Petit château de Vouvant, etc., qui rendit hommage en 1269 au comte de Poitiers Alphonse. Deux de ses fils furent les auteurs de deux grandes lignées qui se sont perpétuées jusqu'à nos jours, (et Généalogie Chabot).

## Branche aînée de Jarnac

### Filiation

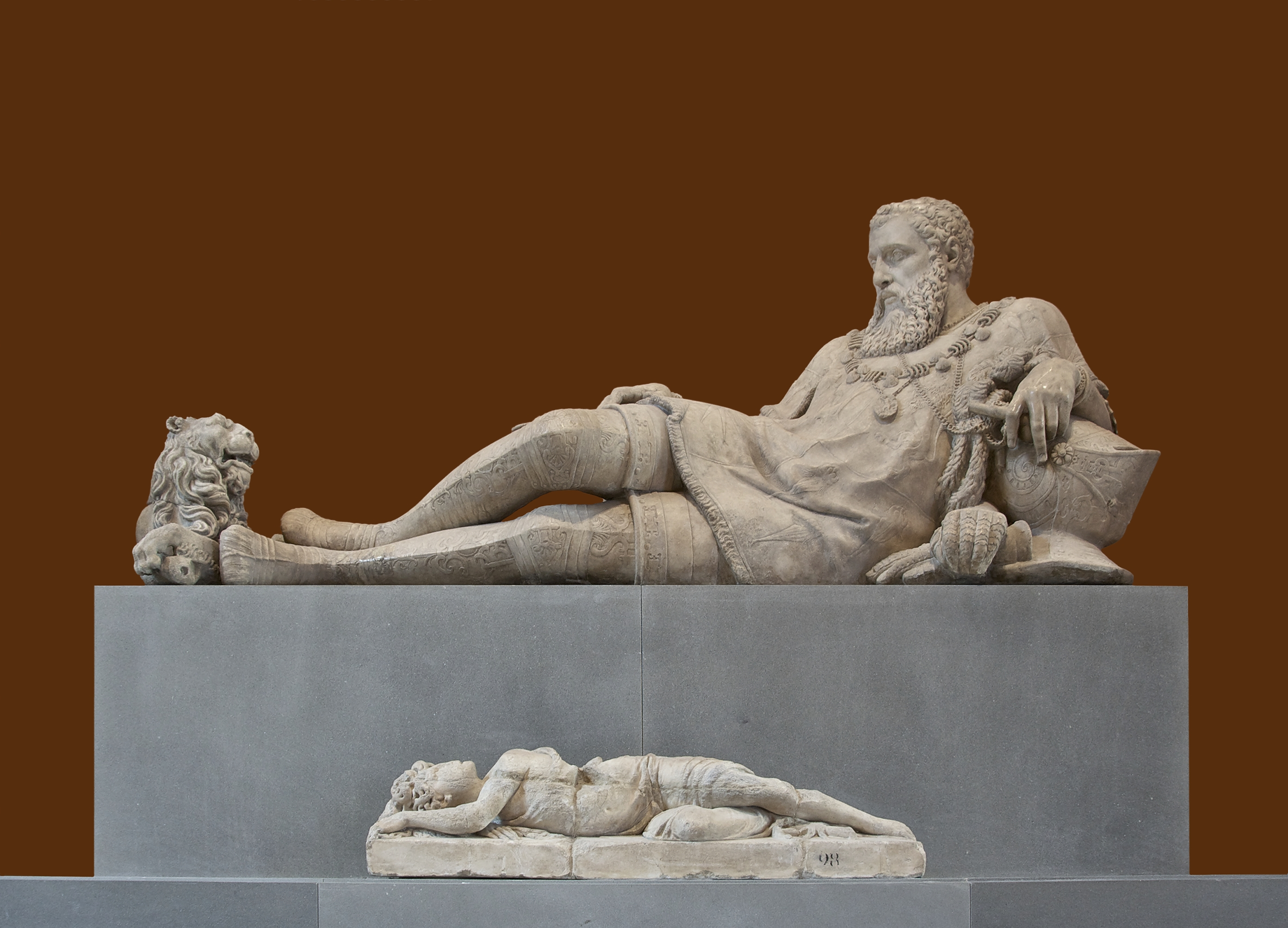
Tombeau de Philippe Chabot (1492-1543), comte de Brion, amiral de France. Sculpture au musée du Louvre.
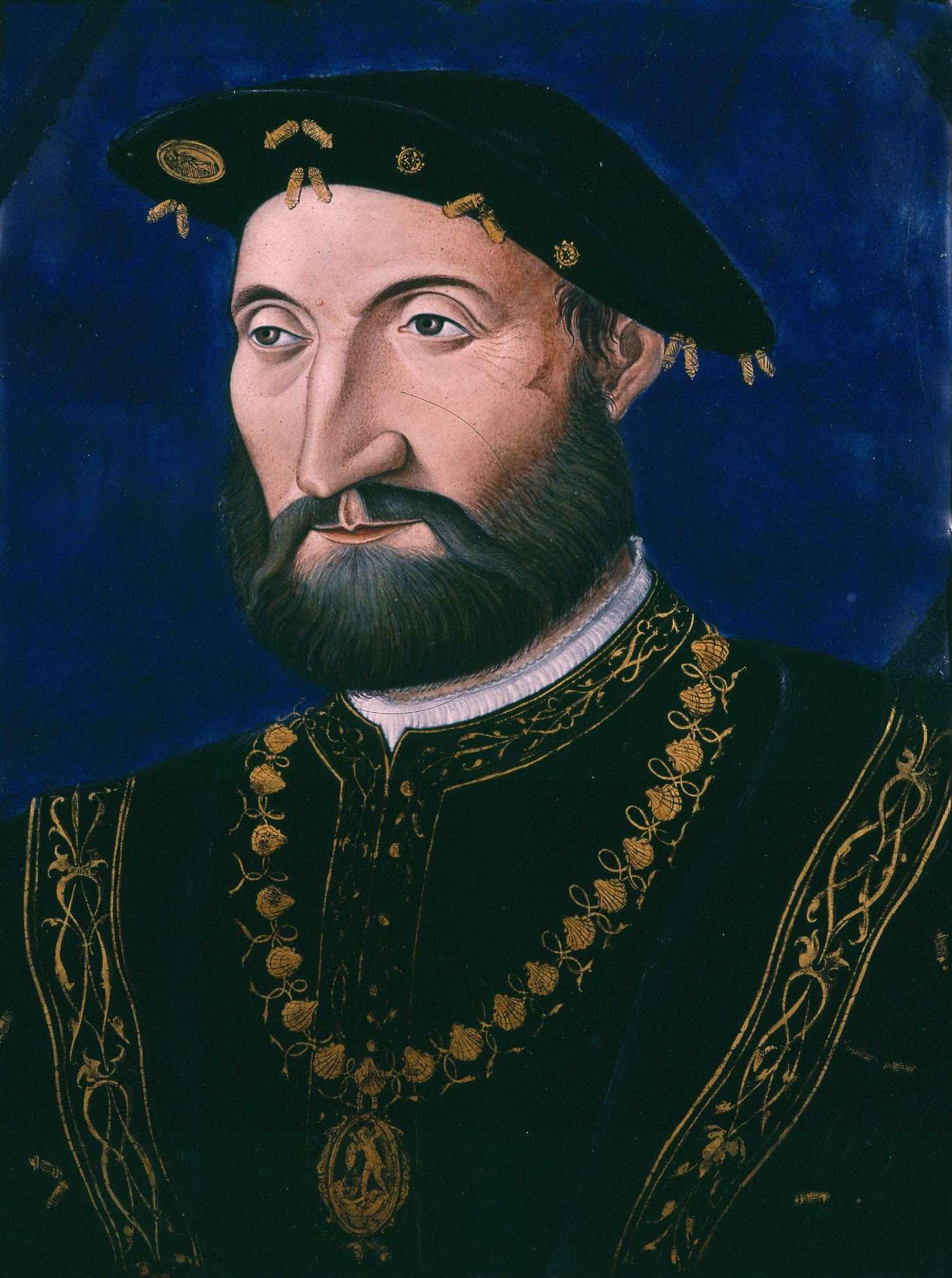
Guy Ier Chabot (1509-1584), baron de Jarnac.

### Personnalités
- Louis Ier Chabot de La Grève (~1370-1422), fils de Thibaud IX Chabot de La Grève (~1350-~1400, dont le quinquisaïeul[3]  était Thibaud IV, ~1165-~1231), premier Chabot seigneur de Jarnac par son mariage avec Marie, fille de Guillaume II de Craon dame de Jarnac, Moncontour, Marnes, Montsoreau, Co(u)lombiers (Villandry), Savonnières, Précigny, Verneuil, Ferrière-Larçon.
- Renaud Chabot de Jarnac (~1410-1476), son fils cadet, écuyer, seigneur d’Apremont, de Clervaux, de Chantemerle, de Thouars, de Gallardon en Poitou (Deux-Sèvres, près de St-Maixent), Saint-Gilles, Précigny (? : pas le Grand-Pressigny, qui est à son frère aîné Thibaud X, ou alors seulement temporairement ou en co-seigneurie ; une branche cadette des Chabot, bien plus éloignée, avait Pressigny en Poitou), Moulins neufs, seigneur de Jarnac de 1422 à 1476. Il est le fondateur de la dynastie des Chabot de Jarnac. Alors que son frère aîné Thibaud X Chabot de La Grève (1400-1429 à la bataille de Patay) continue les sires de La Grève, Montsoreau, Moncontour, Villandry, Pressigny et Ferrière-Larçon, et d'Argenton-Château, par son union en 1422 avec Brunissende d'Argenton (d'où leur fils Louis II Chabot de La Grève et du Grand-Pressigny, et ses sœurs Jeanne Chabot de Montsoreau et Catherine Chabot de Moncontour ; voir des précisions à l'article consacré à leur père Louis Ier Chabot)
- Philippe Chabot de Brion (1492-1543), fils cadet de Jacques Ier Chabot [lui-même fils puîné de Renaud de Jarnac ci-dessus, et sire de Jarnac après son frère aîné Louis II Chabot de Jarnac ; époux en 1485 de Madeleine de Luxembourg-St-Pol-Fiennes, Jacques Chabot eut comme successeur principal à Jarnac son fils aîné Charles Ier — voir ci-dessous, et ci-dessus sur le tableau de filiation ; la sœur de Charles et Philippe Chabot, Catherine Chabot, épousa en 1506 Bertrand de Madaillan d'Estissac et fut la mère de Louis, dont la fille Claude de Madaillan, dame d'Estissac, épousa François IV de La Rochefoucauld, d'où François V, père du célèbre mémorialiste et moraliste François VI]. Chevalier, seigneur en partie de Jarnac, sire de Brion et d'Aspremont, Philippe Chabot a fait la branche des comtes de Charny et de Buzançais, par sa femme Françoise de Longwy, comtesse de Buzançais et de Charny, dame de Pagny, nièce de François Ier. Il fut amiral de France, dit l'amiral de Brion.
- Léonor Chabot, dit « Chabot-Charny » (1525-† 1597), fils du précédent, comte de Charny et de Buzançais, seigneur de Pagny, grand écuyer de France (1570).
- Charles Ier Chabot (1487-1559)[4], oncle du précédent, fils de Jacques Chabot et frère aîné de l'amiral de Brion (Philippe Chabot ci-dessus), baron de Jarnac, gouverneur de l'Aunis et capitaine de La Rochelle, maire perpétuel de Bordeaux, maire perpétuel de 1536 à 1548 de La Rochelle, chevalier de l'ordre du roi, gentilhomme ordinaire de la chambre du roi[5].
- Guy Ier Chabot de St-Gelais (1509/1514-1584), fils du précédent, deuxième[réf. souhaitée] baron de Jarnac, seigneur de Saint-Gelais, de Saint-Aulaye et de Montlieu, gentilhomme ordinaire de la chambre du roi, chevalier de l'ordre de Saint-Michel, sénéchal du Périgord, maire perpétuel de Bordeaux, et auteur du fameux « coup de Jarnac » contre La Chasteigneraye le 10 juillet 1547. Gouverneur du pays d'Aunis et de la ville de La Rochelle[5].
- Léonor Chabot de Jarnac (1541-1605), fils de Guy Ier Chabot[5], troisième[réf. souhaitée] baron de Jarnac.
- Henri de Chabot (1616-1655), fondateur de la branche des Rohan-Chabot, ducs de Rohan (voir ci-après), petit-fils du précédent ; fils de Charles Chabot de St-Aulaye, St-Gelais et Mussidan (1570-1626), et de Henriette de Lur.
- Pierre de Chabot (1887-1975), Comte de Chabot, homme politique français.
- Charles de Chabot, Vicomte, Directeur général de l'Ordre de Malte France (depuis 2020)[6].

### Branche de Rohan-Chabot
À la suite de son alliance en 1645 avec Marguerite de Rohan, fille unique  d'Henri II de Rohan, premier duc de Rohan († en 1638 sans postérité mâle), Henri Chabot fut créé duc de Rohan en 1648 et autorisé à substituer à son nom celui de Rohan-Chabot, donnant ainsi  naissance à la maison de Rohan-Chabot,.

## Branche de Retz
Eustachie dite « Aliette » de Retz (~1228 – ~1265), dame héritière du Pays de Retz (en Bretagne), de Machecoul, de Pornic, de Falleron et de Froidfond, épouse en 1244 Gérard Chabot (~1197 – ~1264), veuf de Tiphaine de Montfort. Gérard Chabot est l'un des fils de Thibaut IV Chabot (~1165 – av. mars 1231), seigneur de Rocheservière, d'Oulmes et de La Grève, et de son épouse Olive d'Oulmes (~1170 – ????), dame d'Oulmes.
Du chef de sa femme, Gérard Chabot devient ainsi le nouveau seigneur de Retz, de Machecoul, de La Mothe-Achard et de La Maurière (la Morière à Vairé), sous le nom de Gérard Ier de Retz. Lui succéderont ensuite, de père en fils :

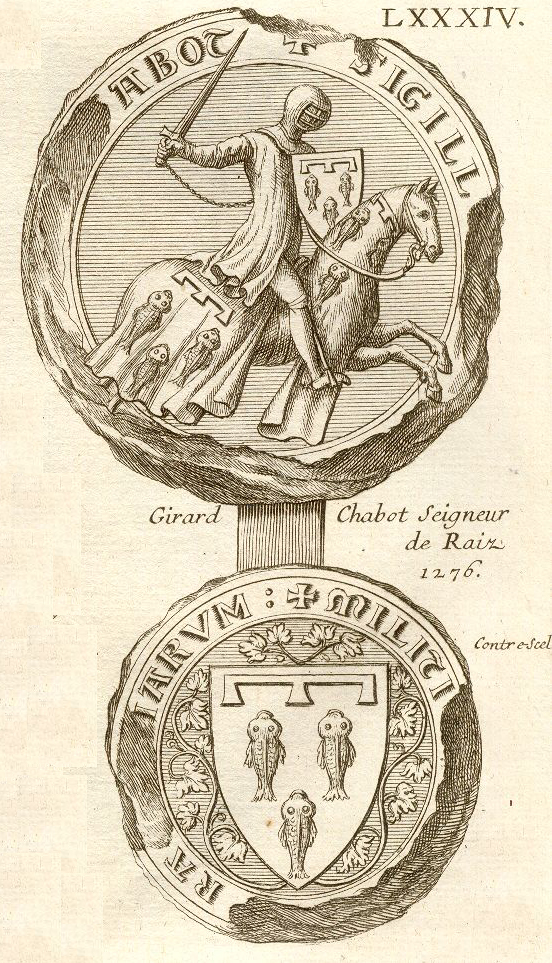
Sceau de Gérard II Chabot, seigneur de Retz.

- Gérard II Chabot (~1245 – 1298) dit « Gérard II de Retz », seigneur de Retz, de Machecoul, de Château-Gontier, La Mothe-Achard, de La Maurière, de Falleron et de Froidfond ;
- Gérard III Chabot (~1280 – av. 1338) dit « Gérard III de Retz le Benoist », seigneur de Retz et de Machecoul ;
- Gérard IV Chabot (~1300 – 15/09/1344 à La Roche-Derrien) dit « Gérard IV de Retz », seigneur puis baron de Retz, seigneur de Machecoul et de La Mothe-Achard ;
- Gérard V Chabot (~1320 – ~1371[9]) dit « Gérard V de Retz », baron de Retz, seigneur de Machecoul, de La Mothe-Achard et d'Avrilly/Avrillé (cf. Avrillé et l'article Guy IX de Laval) ;
- Jeanne Chabot (1331-16/01/1406) dite « Jeanne de Retz la Sage », baronne de Retz, dame de Machecoul, de La Mothe-Achard, d'Avrilly/Avrillé, de Chateaulin-sur-Trieu, de Rosporden et de Fouesnant.

Les Chabot seront seigneurs de Retz de 1244 à 1406 qui deviendra une baronnie sous le règne Gérard IV de Retz. Ce dernier mourra au siège de La Roche-Derrien lors de la guerre de succession de Bretagne. Son fils Gérard V de Retz se battra vaillamment contre le parti anglo-breton monfortain lors de la bataille d'Auray ; ruiné, il refera fortune en guerroyant en Espagne aux côtés de Bertrand du Guesclin. Durant le XIIIe siècle, les Chabot feront construire le château de Machecoul.
En 1400, la dernière baronne de Retz de la maison de Chabot, Jeanne Chabot de Retz « la Sage » (1331-1406), qui s'est mariée trois fois mais n'a pas eu d'enfant, et donc pas d'héritier direct pour lui succéder, désigne un cousin issu de germain, Guy II de Laval-Blaison († av. 1415), arrière-petit-fils de Gérard III de Retz « le Benoist ») et futur père de Gilles de Rais, comme son seul héritier, à l'unique condition qu'il abandonne pour lui et ses descendants le nom et les armes de Laval, pour prendre les armes et le nom de Retz.
Pourtant, par acte du 14 mai 1402, Jeanne de Retz « la Sage » se dédit finalement, et décide d'adopter pour héritière Catherine de Machecoul (1344-21/07/1410), sa cousine éloignée (arrière-arrière-petite-fille de Gérard II de Retz), ce qui va déclencher un grand procès entre Guy II de Laval-Blaison et le fils de Catherine de Machecoul, Jean de Craon (1355-25/12/1432). La querelle se terminera par le mariage en février 1404 de Guy II de Laval-Blaison avec la fille de Jean de Craon, Marie de Craon (1387-28/10/1415), laquelle lui cède ainsi les prétentions qu'elle avait sur la baronnie de Retz.
C'est ainsi qu'à la mort de Jeanne de Retz « la Sage » en 1406, Guy II de Laval-Blaison devient le nouveau baron de Retz : Guy de Laval-Retz, doyen des barons de Bretagne, titre dont héritera son fils aîné, le maréchal Gilles de Rais, de sinistre mémoire. Il hérite de ce fait des seigneuries de Machecoul, Saint-Étienne-de-Mer-Morte, Pornic, Princé, Vue, Bouin, etc., qui forment la baronnie de Rays, correspondant peu ou prou à l'actuel Pays de Retz. Son épouse Marie de Craon lui apporte en dot des terres en Anjou (Champtocé-sur-Loire, Ingrandes), qui, réunies à celles qu'il a héritées des Chabot, font de lui un seigneur très riche et puissant à l'époque.

## Autres branches
La famille (de) Chabot a formé de multiples branches dont on trouvera le détail dans :

## Alliances
Les principales alliances de la famille de Chabot sont : Augier de Moussac (1843), de La Corbière (1853), du Buat (1855), Colbert (1859), Foucher de Brandois (1880), du Breil de Pontbriand (1881), de Tramecourt (1886), Frédy de Coubertin (1892), du Pontavice du Vaugarny (1894), du Hamel (1899), de Romans (1903), de Garidel-Thoron (1907), Wittouck (1909), du Réau de La Gaignonnière (1909), de Ligne (1919), de Nicolaÿ (1920), de Carheil (1920), Desclos de La Fonchais (1921), de Lorgeril (1929), Chebrou de La Roulière (1934), Becquet de Mégille (1934), Baron de la Lombardière de Canson (1936), de Chabannes, Polignac (1943), de Merode (1947), Camus de La Guibourgère (1948), 
Audemard d’Alançon, de Bryas (1951), Van Cappel de Prémont (1955), de Manneville, Leclerc de Hauteclocque (1961),  de Laguiche, de Saulieu de La Chomonerie O'Toole, de Coatgoureden, Majou de La Débutrie.

## Armes

### Branche de Jarnac
| Blason | Blasonnement : D'or à trois chabots de gueules. Commentaires : Armes parlantes. Ce blason est devenu celui de la ville de Jarnac et donc n'est plus parlant en tant que tel. |

### Branche de Rohan-Chabot
| Blason | Blasonnement : Écartelé : en 1 et 4, de gueules à neuf macles d'or (qui est de Rohan) ; en 2 et 3, d'or à trois chabots de gueules (qui est de Chabot). |

### Branche de Retz
| Blason | Blasonnement : D'or à trois chabots de gueules, au lambel du même à trois pendants. Commentaires : Ce blason apparait sur le sceau de Gérard II, où ce dernier est représenté à cheval, armé de toutes pièces, la visière baissée, tenant son écusson avec ses armoiries, le tout entouré de la légende sigillum Gerardi Chabot (« sceau de Gérard Chabot »). Sur le contre-sceau, on trouve son écusson chargé de trois chabots et un lambel de trois pièces, le tout entouré de la devise Militis… Ra…iarum |

### Armes deLéonor Chabot de Charny
| Blason | Blasonnement : Écartelé : aux 1 et 4, d'or à trois chabots de gueules (qui est de Chabot) ; au 2, d'argent, au lion de gueules, armé, lampassé et couronné d'or, la queue fourchée et passée en sautoir (qui est de Luxembourg) ; au 3, de gueules, à l'étoile à seize rais d'argent (qui est de Baux). |

### Branche de Chabot-Tramecourt
| Blason | Blasonnement : Écartelé : en 1 et 4, d'or à trois chabots de gueules (qui est de Chabot) ; en 2 et 3, d'argent à la croix ancrée de sable (qui est de Tramecourt). |

## Famille Chabot, barons de l'Empire
Le rattachement de la famille Chabot, barons de l'Empire, à la famille de Chabot est contesté par certains généalogistes.
| Image | Blasonnement |
| ----- | --- |
|       | Marie Jean-Baptiste de Chabot (21/02/1740 à Marigny-Brizay – 28/04/1819 à Picpus), membre du chapitre impérial de Saint-Denis, seigneur du Puy, évêque de Saint-Claude puis de Mende et de Viviers, baron de l'Empire (lettres patentes signées à Saint-Cloud le 10 septembre 1808), D'or à trois chabots d'azur posés en fasce, au franc-quartier des barons-évêques brochant en chef-senestre. |
|       | Louis François Jean Chabot (26/04/1757 à Niort – 11/03/1837 à Sansais), général de brigade (30 juillet 1793), général de division (29 avril 1794), Baron Chabot et de l'Empire (lettres patentes du 30 août 1811, confirmé dans le titre de baron héréditaire par lettres patentes du 28 décembre 1816), Légionnaire (11 décembre 1803), puis, Commandant (25 prairial an XII), puis, Grand officier de la Légion d'honneur (17 janvier 1815), Écartelé : en 1 et 4, d'or à trois chabots de gueules (qui est Chabot) ; en 2, de gueules à l'épée d'argent en pal (qui est des barons tirés de l'armée) ; en 3, d'azur, à la forteresse donjonnée de trois tourelles crénelées d'argent, ouvertes, ajourées et maçonnées de sable, soutenue d'un rocher d'argent, cantonnée à dextre et en chef d'une botte éperonnée d'argent, à senestre d'un casque taré de profil d'or, et en pointe, à dextre d'une galère antique d'or, à senestre un cygne nageant d'argent. |

## Demeures
- Château de Tramecourt (Tramecourt)
- Château de Lignereuil (Lignereuil)
- Château de Brailly-Cornehotte
- Château de Mouflet (Wailly-Beaucamp)
- Château de La Roussière (Saint-Maixent-de-Beugné)
- Château de Boissière (Saint-Aubin-de-Baubigné)
- Château du Parc-Soubise[13]
- Château de Villefort (Yzernay)